# Катастрофа Boeing 737 в Тэнсяне
Катастрофа Boeing 737 в Тэнсяне — крупная авиационная катастрофа, произошедшая 
21 марта 2022 года. Авиалайнер Boeing 737-89P авиакомпании China Eastern Airlines, выполнявший регулярный внутренний рейс MU5735 по маршруту Куньмин—Гуанчжоу, разбился в горах в уезде Тэнсянь в Гуанси-Чжуанском автономном районе. Первым о авиакатастрофе сообщило национальное телевидение Китая, информации о её причинах пока не поступало. Администрация гражданской авиации КНР подтвердила факт падения самолёта и гибели всех находившихся на его борту 132 человек — 123 пассажиров и 9 членов экипажа. Крупнейшая авиакатастрофа 2022 года. На октябрь 2023 расследование не закончено.

## Самолёт
Boeing 737-89P (регистрационный номер B-1791, заводской 41474, серийный 5453) был выпущен заводом компании «Boeing» в Рентоне (штат Вашингтон, США) в 2015 году (первый полёт совершил 5 июня). Авиакомпании China Eastern Airlines был передан 25 июня того же года (совершив перегоночный рейс по маршруту Сиэтл—Гонолулу—Райрок—Хагатна—Шанхай—Куньмин), в ней он носил ливрею «Yunnan Peacock». Оснащён двумя турбовентиляторными двигателями CFM International CFM56-7B26E.
На день катастрофы совершил 8986 циклов «взлёт-посадка» и налетал 18 239 часов.

## Экипаж
Самолётом управлял опытный экипаж:
- Командир воздушного судна (КВС) — 32-летний Ян Хунда (англ. Yang Hongda, кит. 杨鸿达). Опытный пилот, в должности командира Boeing 737-800 — с января 2018 года. Налетал 6709 часов[9], свыше 5500 из них на Boeing 737-800[источник не указан 1226 дней].
- Второй пилот — 59-летний Чжан Чжэнпин (англ. Zhang Zhengping, кит. 张正平). Очень опытный пилот, налетал 31 769 часов[9], свыше 3000 из них на Boeing 737-800[источник не указан 1226 дней].
- Пилот-наблюдатель[англ.] — 27-летний Ни Гунтао (англ. Ni Gongtao, кит. 倪龚涛). Малоопытный пилот, налетал 556 часов[9].

В салоне самолёта работали 5 бортпроводников. Также в составе экипажа был воздушный маршал.

## Хронология событий

### Катастрофа

Схема полёта рейса 5735

За 4 часа до катастрофы метеорологическая служба Учжоу выпустила предупреждение о сильном конвективном ветре. Во время полёта погода была подходящей, без опасных атмосферных явлений.
В 13:15 (здесь и далее — пекинское время) рейс MU5735 вылетел из аэропорта Куньмин Чаншуй в провинции Юньнань на юго-западе Китая в понедельник, он должен был прибыть в Гуанчжоу (провинция Гуандун на юге Китая) в 15:07. Через 1 час и 8 минут после взлёта контакт наземных служб с самолётом был утрачен. Катастрофа произошла около 14:23 в горной местности в районе деревни Молан (кит. 莫埌村) посёлка Ланнань, расположенной в уезде Тэнсянь.
Согласно сообщению в блоге FlightRadar24, за 2-3 минуты самолёт потерял высоту с 29 100 футов (8900 метров) до 3225 футов (983 метра). Вскоре после катастрофы в Интернете появилось видео предполагаемого момента падения самолёта, на котором видно, что он падает на склон горы практически вертикально под углом, близким к 90°.

### Поисково-спасательная операция
Сразу же после падения разлившееся авиационное топливо вызвало лесной пожар. Пожарно-спасательная бригада городского округа Учжоу направила на место катастрофы 117 пожарных работников и 23 пожарные машины. Для участия в спасательных работах были дополнительно задействованы ещё 538 пожарных работников из других районов Гуанси-Чжуанского АР, сообщила региональная противопожарная служба на своей странице в Weibo. Расположенная рядом провинция Гуандун отправила 505 пожарных работников и 97 машин для участия в спасательной операции.
К месту проведения поисково-спасательных работ было направлено 80 медиков и 36 машин скорой помощи от учреждений здравоохранения города Учжоу, а также 12 экспертов в области медицины от Комитета по делам здравоохранения Гуанси-Чжуанского АР.
На 22 марта 01:51 (UTC), по сообщениям спасателей, на месте падения обнаружены обломки разбившегося самолёта, однако тела пассажиров обнаружены не были — Центральное телевидение Китая.
На 22 марта 20:54 (пекинское время) в поисково-спасательной операции участвовало 2000 человек. Кроме того, для поиска, в том числе бортовых самописцев, в районе площадью 68 гектаров развёрнута группировка БПЛА с детекторами теплового излучения. На место катастрофы прибыли эксперты Администрации гражданской авиации КНР для идентификации пропавших без вести и установления причин крушения. Были найдены и зарегистрированы некоторые личные вещи пассажиров. Выживших обнаружено не было, их поиск продолжался.
23 марта в 16:00 (пекинское время) представитель поисково-спасательного персонала на месте крушения заявил агентству «Синьхуа», что один (из двух) бортовой самописец найден. Это подтвердил глава центра по расследованию авиационных происшествий Администрации гражданской авиации КНР Мао Яньфэн, который также сообщил о намерении найти второй самописец. В ночь с 23 на 24 марта (пекинское время) найденный самописец был отправлен в лабораторию декодирования в Пекине, где началось извлечение данных и их изучение.
К 23 марта 19:00 (пекинское время), по словам командира пожарно-спасательного отряда Гуанси-Чжуанского АР, спасатели обследовали площадь 4,6 гектара, были найдены останки людей и обломки самолёта, которые передали следователям.
26 марта Национальный штаб реагирования на чрезвычайные ситуации подтвердил, что все люди, летевшие рейсом MU5735, погибли.

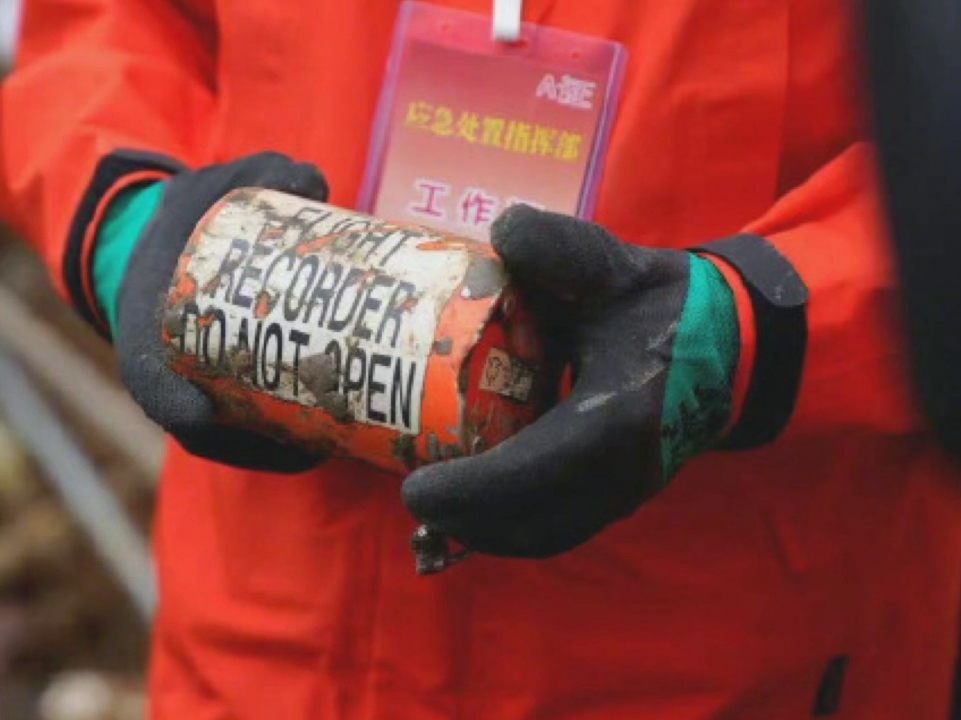
Найденный второй бортовой самописец рейса 5735 в руках работника Национального штаба реагирования на чрезвычайные ситуации

27 марта Национальный штаб реагирования на чрезвычайные ситуации объявил, что найден второй бортовой самописец разбившегося самолёта. В 14:00 (пекинское время) того же дня участники поисково-спасательной операции почтили память жертв крушения самолёта 3-минутным молчанием. На следующий день минута молчания была проведена и на заседании Политбюро ЦК КПК по предложению участвовавшего в нём председателя КНР Си Цзиньпина.
28 марта Ли Кайхуэй, представляющий Министерство общественной безопасности КНР, сообщил о том, что к утру этого дня 20 специалистами были идентифицированы все 132 погибших в авиакатастрофе на основании изучения образцов ДНК, взятых с места падения лайнера и у родственников погибших.

## Реакция и последствия

### Китай
- Председатель Китая Си Цзиньпин сразу же после подтверждения приказал начать всеобъемлющую спасательную операцию. Он сказал, что был шокирован происшествием с самолётом рейса MU5735. Си Цзиньпин приказал запустить немедленные ответные меры на чрезвычайную ситуацию, приложить всемерные поисково-спасательные усилия и обеспечить должное устранение последствий. Он приказал предпринять быстрые действия для установления причины происшествия и усилить тщательность проверок для гарантирования абсолютной безопасности авиационной отрасли и жизни людей[33][34][35].
- Премьер Госсовета КНР Ли Кэцян настоятельно попросил приложить усилия для утешения семей жертв происшествия и оказать им поддержку, вовремя объявлять точную информацию, провести серьёзное расследование происшествия и принять решительные меры для усиления безопасности в гражданской авиации[34].
- Создан Национальный штаб реагирования на чрезвычайные ситуации (кит. упр. 国家应急处置指挥部), включающий государственные учреждения: Управление гражданской авиации КНР, Министерство общественной безопасности КНР, Государственный комитет по делам здравоохранения КНР, Министерство коммуникаций КНР, Министерство по управлению чрезвычайными ситуациями[кит.], Министерство гражданской администрации КНР, Государственная канцелярия интернет-информации КНР, Отдел пропаганды ЦК КПК, Комитет по контролю и управлению государственным имуществом Китая и другие. Его главой назначен директор Управления гражданской авиации Фэн Чжэнлинь[кит.]. 22 марта 2022 года состоялась первая пресс-конференция штаба[36].
- Авиакомпания China Eastern Airlines сообщила о приостановке полётов самолётов Boeing 737-800[37], с 17 апреля 2022 года авиакомпания возобновила коммерческую эксплуатацию всех самолётов этого типа[38], в её авиапарке насчитывается 109 самолётов этого типа. Сайт авиакомпании в течение двух дней после катастрофы работал в чёрно-белых цветах[39]. Авиакомпания сформировала 9 рабочих групп для утилизации обломков самолёта, установления причин катастрофы, поддержки семей погибших, поддержки юридической и в области логистики, решения вопросов безопасности, связей с обществом, решения вопросов страхования и относительно груза[15].
- 21 марта 2022 года стоимость акций China Eastern Airlines обрушилась ещё сильнее — на 15 % на предрыночных торгах на Уолл-стрит. Это самое большое падение цены акций компании за 6,5 лет и самый низкий уровень за 7,5 лет[40].
- Предыдущая авиакатастрофа с гибелью людей в Китае произошла 12 лет назад, когда рейс Henan Airlines-8387 разбился при заходе на посадку возле аэропорта Линду. Погибли 44 человека из 96, находившихся на борту[41].
- В течение двух часов после крушения 20 человек заявили, что «выжили», не сев на рейс по разным причинам.  Местные СМИ смогли найти подтверждение только двум из этих утверждений.

### Мир
Свои соболезнования в связи с авиакатастрофой выразили ряд зарубежных политиков, в том числе Нарендра Моди, Имран Хан, Джастин Трюдо, Ким Чен Ын, Владимир Путин и Борис Джонсон, а также бывшие советники ООН (в частности, Джейми Метцл).

#### США
- Акции компании «Боинг» потеряли более 5 % стоимости после катастрофы самолёта авиакомпании China Eastern Airlines.
- Федеральное авиационное управление США уже заявило, что «готово помочь в расследовании, если его попросят»[35].

#### Индия
Генеральное управление гражданской авиации Индии (DGCA) поместило все самолёты Boeing 737, которые эксплуатируются авиакомпаниями SpiceJet, Vistara и Air India Express, под «усиленное наблюдение». Представитель регулирующего органа заявил, что «безопасность — это серьёзное дело», и что ситуация находится под пристальным наблюдением.

## Расследование
В соответствии со статьёй 26 Конвенции о международной гражданской авиации, подписанной в том числе Китаем, расследование авиакатастрофы проводит государство, на территории которого она произошла, то есть в данном случае — Китай.
Председатель Китая Си Цзиньпин приказал предпринять быстрые действия для установления причины происшествия и усилить тщательность проверок для гарантирования абсолютной безопасности авиационной отрасли и жизни людей. Премьер Госсовета КНР Ли Кэцян настоятельно попросил провести серьёзное расследование происшествия и принять решительные меры для усиления безопасности в гражданской авиации.
Федеральное авиационное управление США (FAA) заявило, что ему стало известно о катастрофе. FAA добавило, что оно «готово помочь в расследовании», если потребуется. В компании «Боинг» заявили, что были проинформированы первоначальными отчетами и собирают подробности. Национальный совет по безопасности на транспорте США (NTSB) заявил, что высокопоставленный чиновник был назначен в качестве представителя по расследованию несчастного случая. Представители «CFM International», «Боинг» и FAA также будут выступать в качестве технических консультантов в расследовании.
17 мая 2022 года появилось сообщение о том, что: «Согласно данным, полученных из т. н. «чёрных ящиков», Boeing 737 авиакомпании China Eastern был умышленно направлен в пикирование». Как сообщило издание Wall Street Journal, по предварительным данным, полученным из «чёрных ящиков» самолёта, «кто-то в кабине направил самолёт в почти вертикальное снижение».
18 мая было сообщено, что следователи начали изучать биографию одного из пилотов. ABC News заявили, якобы этот человек испытывал жизненные трудности. По состоянию на январь 2024, расследование продолжается.